# Magnoliidae
Die Einteilung der Lebewesen in Systematiken ist kontinuierlicher Gegenstand der Forschung. So existieren neben- und nacheinander verschiedene systematische Klassifikationen. 
Das hier behandelte Taxon ist durch neue Forschungen obsolet geworden oder ist aus anderen Gründen nicht Teil der in der deutschsprachigen Wikipedia dargestellten Systematik.

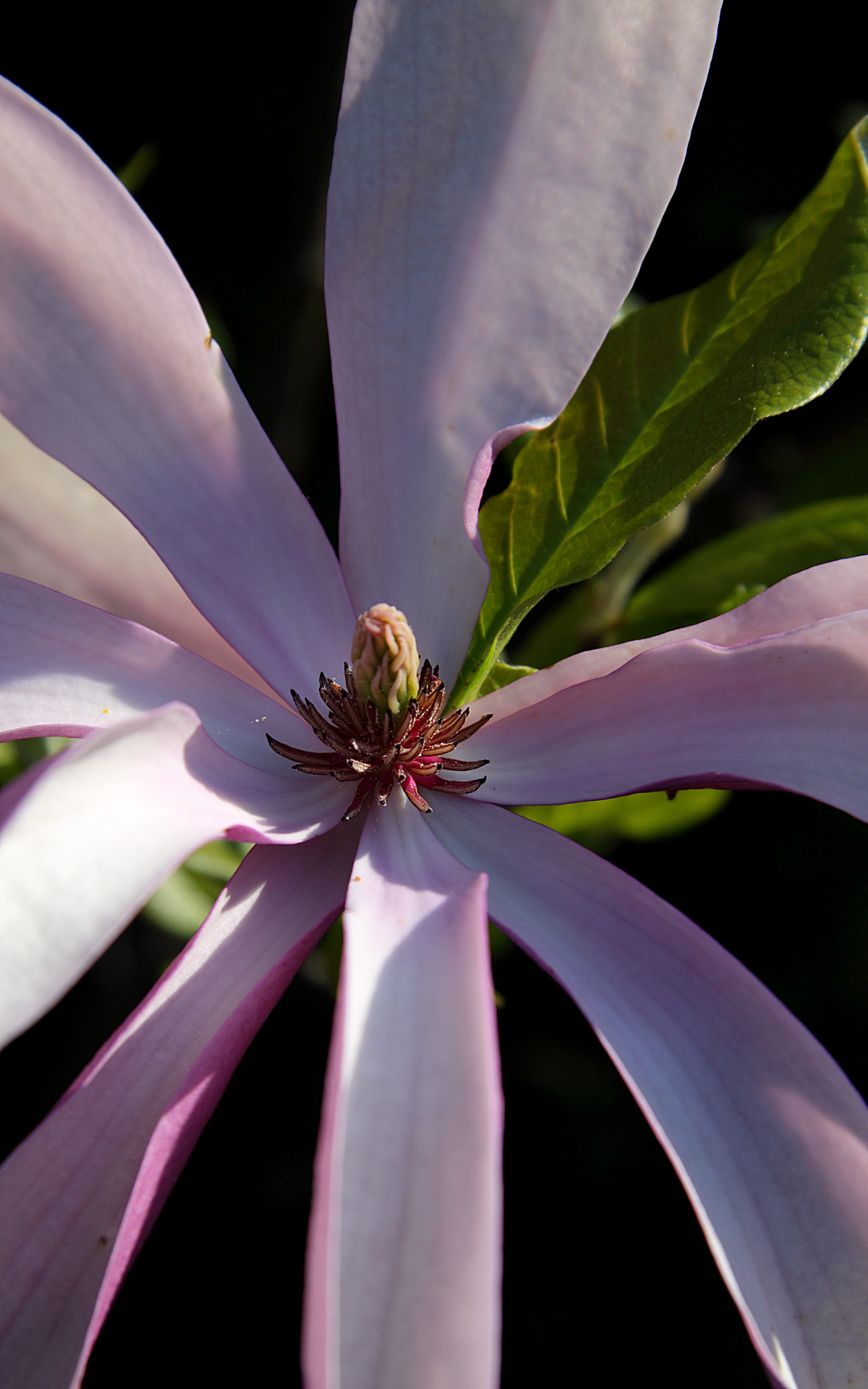
Magnolienblüte (Magnolia liliiflora)

Magnoliidae (deutsch Magnolienähnliche) ist ein gültiger botanischer Name einer Unterklasse, zu der die Magnolien (Gattung Magnolia) gehören.
In der Wissenschaftsgeschichte sind verschieden umfangreiche Taxa innerhalb der Bedecktsamer unter Einschluss der Magnolien so bezeichnet worden, so etwa die Vielfrüchtigen Pflanzen (Magnoliidae) laut Schmeil-Fitschen. Diese Systematik richtet sich nach dem System von Arthur Cronquist, veröffentlicht 1981 und 1988. Die Magnoliidae schließen nach diesem System die Ordnungen Magnoliales, Laurales, Piperales, Aristolochiales, Illiciales, Nymphaeales, Ranunculales und Papaverales ein, die allerdings keine monophyletische Gruppe bilden. Es sind die so genannten Basalen Ordnungen der Bedecktsamer, die etliche gemeinsame, ursprüngliche Merkmale besitzen.
Die Botaniker der Angiosperm Phylogeny Group schlagen 2009 (Systematik APG III) auf Grund molekulargenetischer Untersuchungen eine Pflanzensippe vor, welche die Ordnungen Canellales, Laurales, Magnoliales und Piperales umfasst, die eine monophyletische Gruppe bilden. Dabei benutzen sie oberhalb der Ordnung keine gültigen botanischen Namen und weisen die hier behandelte Gruppe keiner systematischen Kategorie zu, sondern verwenden für sie die englischen Trivialbezeichnungen „magnoliids“ oder „magnoliid complex“.
Die Botaniker Mark W. Chase und James L. Reveal schlagen dagegen 2009 in ihrem Artikel A phylogenetic classification of the land plants to accompany APG III eine Unterklasse Magnoliidae, die alle Bedecktsamer umfasst, innerhalb einer stark erweiterten Klasse Equisetopsida vor, die wiederum alle Embryophyten (Landpflanzen) umfasst.